# Gilvatrivier
De Gilvatrivier (Gilvatjoki / Gilvvatjohka) is een rivier die stroomt in de Zweedse gemeente Kiruna. De rivier verzorgt de afwatering van een moeras rondom het Gilvatmeer. De rivier stroomt naar het noordwesten weg en geeft haar water na amper 4 kilometer af aan de Vuonarivier.
Afwatering: Gilvatrivier → Vuonarivier → Rautasrivier → Torne → Botnische Golf